# Moshe Carmilly-Weinberger
Moshe Carmilly-Weinberger (n. 7 aprilie 1908, Budapesta, Austro-Ungaria – d. 26 iunie 2010) a fost un rabin neolog și istoric american de origine evreiască, care a îndeplinit funcția de rabin-șef al comunității evreiești de rit neolog din Cluj (1936-1944).

## Biografie
Moshe Carmilly–Weinberger s-a născut la 7 aprilie 1908 în Budapesta, din părinți ardeleni de origine evreiască. Când avea doi ani, familia sa a decis să se întoarcă în Ardeal. Moshe și-a petrecut copilăria în comuna bihoreană Vașcău, apoi în orașele Oradea Mare și Satu Mare. Școala primară a făcut-o la Satu Mare cu învățătorul Sima, urmând apoi școala ieșiva (yeshiva) din același oraș. 
Studiile de iudaism și le-a făcut la Seminarul Teologic Evreiesc din Breslau, Germania (în prezent Wrocław, Polonia), Seminarul Rabinic din Budapesta (unde a obținut în 1935 diploma de rabin) și la Universitatea „Pázmány Péter” din Budapesta, unde a obținut titlul științific de doctor în iudaism cu distincția summa cum laude în anul 1934. A fost ales în 1936 în funcția de șef-rabin al comunității evreiești de rit neologic din Cluj, comunitate care număra atunci circa 18.000 evrei.
„În primul rând, vreau să precizez că m-am simțit întotdeauna ca fiind un transilvănean. E o revelație de fiecare dată când vin la Cluj, o reîntâlnire cu trecutul: să trec pe străzile pe unde mă plimbam în tinerețe... diverse locuri, clădiri sau amănunte îmi amintesc întâmplări de atunci.”—Dr. Moshe Carmilly-Weinberger

## Rețelele omeniei
În perioada celui de-Al Doilea Război Mondial, pe când evreii din Ardealul de Nord a fost ocupat de naziști, dr. Moshe Carmilly a ajutat evrei din toată Transilvania de Nord să se refugieze în România și apoi să plece spre Palestina. 
Cu câteva săptămâni înainte de deportarea evreilor din Ardealul de Nord, Moshe Carmilly a sosit la București. A solicitat liderilor comunitari din România, Șef Rabinului Alexandru Șafran, doctorului Wilhelm Filderman și cunoscutului sionist A.L. Zissu să-și unească eforturile pentru salvarea evreilor din Nordul Transilvaniei. Șafran a apelat la Nunțiul Papal, dr. Filderman la ambasadorii Statelor Unite, Uniunii Sovietice, Marii Britanii și l-a însoțit pe Carmilly la sediul Crucii Roșii Internaționale din București. Sionistul Zissu a obținut de la autoritățile românești asigurări legale pentru refugiații existenți în România. Cu ajutorul doctorului Raoul Șorban, dr. Carmilly s-a întâlnit cu Iuliu Maniu, care i-a oferit 1200 de vize de intrare în țară pentru evreii refugiați din Cluj, încercând să tranziteze România". 
"În acele vremuri grele și tulburi, când era cea mai mare nevoie de ajutor, doi episcopi din Transilvania, Iuliu Hossu și Marton Aron, primul greco-catolic, al doilea romano-catolic, au oferit un exemplu al umanitarismului lor. Pe episcopul Iuliu Hossu nu l-am cunoscut personal. Cei care-l cunoșteau îmi spuneau că era un om înțelept, înzestrat cu însușiri deosebite. Pe lângă înțelegere și inițiativă el era generos și gata de sacrificii... Episcopul Iuliu Hossu și-a concentrat generozitatea într-o Chemare adresată românilor din Ungaria pentru ajutorarea evreilor, text aflat, după mărturia profesorului Raoul Șorban, în arhiva personală a lui Gh. Giurgiu, redactor-șef al ziarului "Ardealul" din Cluj, în anii 1940-1944. Eu însumi, însoțit de Ernest Hatsezgi, l-am vizitat pe ministrul prof. Emil Hațieganu. Cererea mea a fost să intervină la autoritățile din București în favoarea refugiaților care vor sosi acolo, nu cumva să fie trimiși înapoi", rememorează dr. Moshe Carmilly. 
Referindu-se la Ion Antonescu, dr. Moshe Carmilly apreciază că acesta: "Neinterferându-se în emigrarea evreilor, închizând ochii, ne-a ajutat. Pe când eram implicat în salvarea evreilor din Ardeal a trimis scrisori către diferite misiuni românești din lume, anunțându-le: „Azi, un vapor plin cu refugiați evrei a părăsit portul Constanța”. A fost neutru, dar de o neutralitate pozitivă."
În mai 1988, aflat în vizită în România, dr. Moshe Carmilly a depus coroane de flori la mormintele episcopului Iuliu Hossu și a ministrului Emil Hațieganu, în semn de recunoștință față de rolul jucat de aceștia în salvarea evreilor din Ardealul ocupat de hortiști. Pe coroana de flori depusă pe mormântul cardinalului Iuliu Hossu în Cimitirul Belu Catolic din București, a fost scris următorul text: "Cardinalului Iuliu Hossu care în anii 1940-1944 a contribuit la salvarea de la moarte a mii de evrei în Transilvania de Nord. Cu recunoștință, dr. Moshe Carmilly, șef-rabin al Clujului".
Rabinul Carmilly rememorează: "Ungaria a asasinat 80% (618.000) din evreii săi pe care i-a trimis în camerele de gazare de la Auschwitz, în timp ce România a vrut să salveze ceea ce se mai putea salva și a aruncat colacul celor ce se aflau în pericol de a se îneca. (...) Nici în România situația evreilor nu a fost ușoară. Nimeni n-are voie să uite pogromurile înfăptuite de legionari, agentură a hitlerismului în România, din București, din Bucovina, Basarabia, nici trenul morții, nici masacrarea evreilor în Transnistria ori devastarea sinagogilor și profanarea cărților noastre sfinte. (...) Evocând barbariile anilor 1941-1944, consider că este o datorie morală elementară ca să nu uităm și să relevăm faptul că în acei ani în România a existat o rază de umanitate de care au beneficiat evreii. Refugiații evrei ajunși în România din Germania, Polonia, Cehoslovacia, Ungaria aveau șansa de a pleca din porturile românești spre Palestina... Oricum ar fi privită această stare de lucruri, în orice fel s-ar analiza cele petrecute cu evreii din România..., rămâne un lucru care nu se poate nega: faptul că atunci când lumea a privit insensibilă spectacolul nimicirii evreilor europeni, România a fost dispusă să primească refugiați evrei și a fost gata să deschidă pentru ei porturile sale." 

## Activitatea postbelică
În anul 1944 a părăsit Clujul și s-a refugiat în Regatul Român. Deși rabinul Carmilly era cetățean maghiar, statul român i-a acordat un pașaport românesc  pentru a putea pleca în Palestina. Între anii 1948-1950, a fost ofițer cultural și de imigrație la Consulatul Israelian din Budapesta. A fost apoi director de școli elementare și de licee în Israel, precum și director adjunct pentru educație și cultură în cadrul administrației orașului Netanya.
În anul 1957 s-a mutat în SUA, devenind profesor emerit al Yeshiva University din New York. A predat până în anul 1975 studii iudaice la Teachers Institute, Bernard Revel Graduate School of Jewish Studies și Ferkauf Graduate School of Psychology. 
După Revoluția Română din decembrie 1989, el și-a reluat vizitele în Transilvania, cu predilecție în municipiul Cluj. În semn de prețuire a activității sale, în care a evidențiat rolul românilor în salvarea evreilor de persecuțiile la care erau supuși aceștia de către maghiari, în anul 1990, Institutul de studii iudaice și istorie a poporului evreu, aparținând Universității „Babeș -Bolyai” din Cluj, i-a primit numele. 
Cu ocazia celei de-a 85-a aniversări de la nașterea sa, Universitatea Ebraică din Ierusalim a publicat un volum jubiliar care includea autobiografia sa. În anul 1996, a primit Medalia Memorială Wilhelm Bacher din partea Institutului de Cercetări Iudaice a Academiei de Științe din Ungaria. În anul 1997, a primit titlul de Doctor Honoris Causa al Universității "Babeș-Bolyai" din Cluj și în anul 2003 titlul de Doctor Honoris Causa a Seminarului Teologic Evreiesc din America.
Este laureat al Diplomei de Onoare oferită de Universitatea din Budapesta, al premiului literar "Károly Roboz", autor a 250 articole și 15 cărți de istorie, critică literară și de artă iudaice.
Moshe Carmilly, fost Rabin Șef neolog la Cluj, mărturisea, peste ani, despre perioada celui de-Al Doilea Război Mondial:
„Azi dispun de o perspectivă care îmi permite să apreciez semnificația salvării vieții refugiaților evrei – și neevrei – într-o lume însângerată și inumană. Fie-mi îngăduit să afirm că nu am fi fost capabili să realizăm această operație  dacă nu am fi primit ajutor din partea unor români cu gândire umanistă. Îmi revin în minte cele scrise în Talmud: «Cine salvează un om salvează o lume întreagă». Este gândul de suflet pe care îl îndrept din toată inima spre poporul român, când doresc să-i mulțumesc pentru ajutorul dat evreilor din Transilvania de Nord.”—Moshe Carmilly 

## Lucrări publicate
- Sepher VeSayyis (Freedom of Expression and Thought among the Jewish People) (New York, 1966)
- Fear of Art: Censorship and Freedom of Expression in Art (Bowker, 1986)
- Istoria evreilor din Transilvania (1623-1944) (Ed. Enciclopedică, București, 1994)
- The Road to life: the rescue operation of jewish refugees on the Hungarian-Romanian border in  Transylvania, 1936-1944 (Shengold Publishers, New York, 1994)
- Memorial volume for the jews from Cluj (New York, 1998)
- Út a szabadság felé! Zsidó menekültek megsegitésének története a Holokaust idején: Erdély,  1936-1944 (Ed. Sincron, Cluj-Napoca, 1999)
- Cenzură și libertate de expresie în istoria evreilor (Ed. Hasefer, București, 2003)
- Toldot Yehudi Transylvania (1623–1944) (The History of the Jews of Transylvania) (Jerusalem, 2003)
- Pe trei continente. O autobiografie a lui Moshe Carmilly Weinberger (EFES, Cluj, 2007)